# Paróreatoszok
A paróreatoszok ókori görög népcsoport. Élisz legdélebbi részén éltek, ahonnét a minüészek űzték el őket. A minüészeket később a spártaiak szorították ki helyükről. Hérodotosz és Sztrabón említi a népet. Hérodotosz így ír róluk:
„…A lakedaimóniak hajlottak a kérésre, de amikor Thérasz három harmincevezős hajóval útra kelt, a minüész utódok közül alig néhányan tartottak csak vele, a többiek a paróreatoszok és a kaukónok földjére mentek, az ott lakókat elűzték…”  (A görög-perzsa háború, 4, 148)